# 京濱急行電鐵
京濱急行電鐵（日语：／ Keihin Kyūkō Dentetsu */?，東證1部：9006），簡稱京急電鐵（日语：／ Keikyū Dentetsu */?）或京急，是一家總部位於日本神奈川縣橫濱市的大手私鐵，芙蓉集團成員，並於東京證券交易所上市。其在PassNet系統中的代號為KQ。
京急主要是經營由東京都港區至神奈川縣川崎市、橫濱市以及三浦半島的鐵道路線，但近年也利用為通往羽田機場的聯絡鐵道，提供由泉岳寺站（公司最北端終點）起，借用與淺草線、京成電鐵各線及北總線間線路開動直通運行列車，使乘客也可免轉乘前往千葉縣北部的千葉新市鎮及成田機場方向，路線已經橫跨了東京。與其他大手私鐵相同，除了交通業務外，京急也經營物流、服務、地產等業務。

## 概要
京急的最早起源為1898年成立的「大師電氣鐵道」（今京急大師線前身），1899年更名為京濱電氣鐵道。1942年起成為東京急行電鐵（大東急）的一部分，至1948年6月1日大東急解體後，成立京濱急行電鐵。1987年6月1日，為了與同年民營化的JR東日本清楚劃分以及作為企業識別（CI）工作的一環，10個以「京濱」為開頭的車站名稱開頭改為「京急」。2015年2月26日與台灣鐵路管理局締結友好鐵道協定。2019年9月，啟用位於橫濱港未來開發區的新總部大樓（京急集團本社），並將總部自東京高輪遷移至此。目前正推動與近畿日本鐵道、西日本鐵道自羽田開始的聯絡廣告等旅客相互吸引運動。

## 路線列表

路線圖

### 現有路線
全部路線皆為1,435mm標準軌、1,500V直流架空電車線，京急空港線與東京單軌電車並列為前往羽田機場的重要交通方式。
| 記號 | 中文線名 | 日文線名 | 起點             | 終點                           | 距離（公里） |
| ---- | -------- | -------- | ---------------- | ------------------------------ | ------------ |
| KK   | 本線     |          | 泉岳寺（A-07）   | 浦賀（KK64）                   | 56.7         |
| KK   | 久里濱線 |          | 堀之內（KK61）   | 三崎口（KK72）                 | 13.4         |
| KK   | 逗子線   |          | 金澤八景（KK50） | 逗子·葉山（KK53）              | 5.9          |
| KK   | 大師線   |          | 京急川崎（KK20） | 小島新田（KK26）               | 4.5          |
| KK   | 機場線   |          | 京急蒲田（KK11） | 羽田機場第1、第2航站樓（KK17） | 6.5          |

#### 從衛星圖片裏看京急線
紅色為本線 淺藍色為機場線 深藍色為大師線 粉色為逗子線 綠色為久里濱線

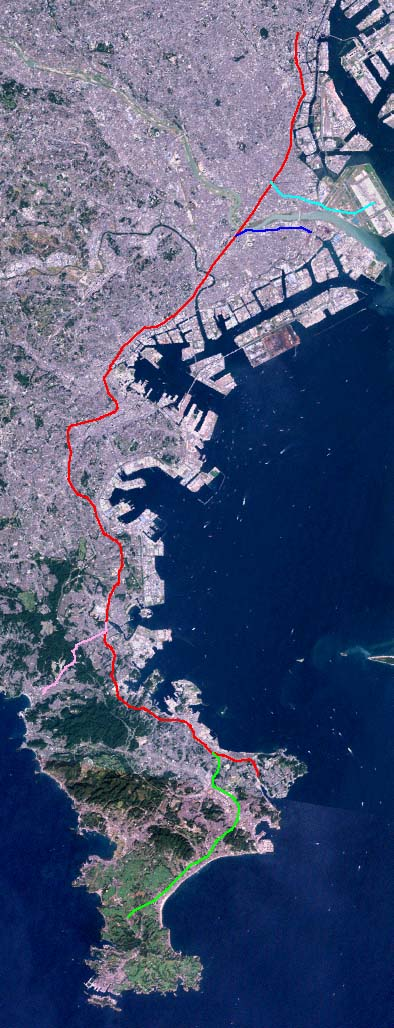
全線
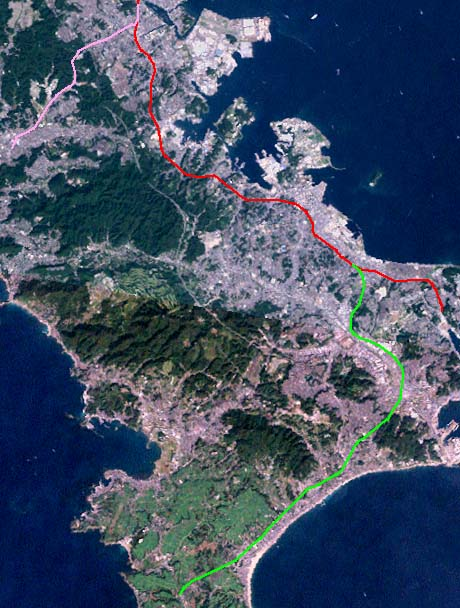
川崎以北放大
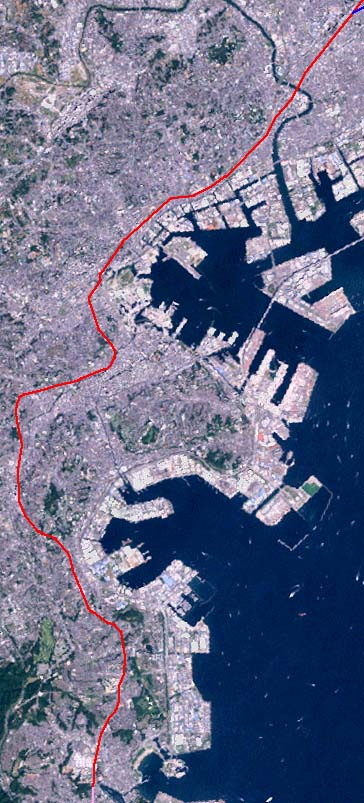
川崎-金澤八景放大
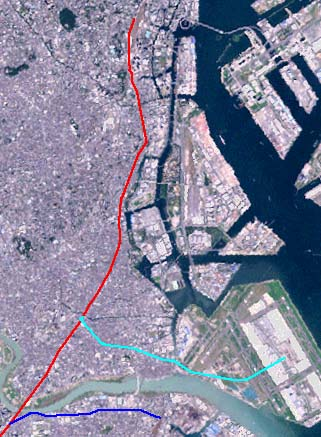
金澤八景以南放大

### 廢止路線
- 大森支線（日语：大森支線）（大森－大森海岸，0.7km）
- 大師線（小島新田－櫻本，3.5km）
- 穴守線（現 機場線）（穴守稻荷－穴守，1.3km）

京濱急行電鐵路線圖

## 車輛段
- 久里濱車輛管理區
- 金澤檢車區（日语：金沢検車区）
- 新町檢車區（日语：新町検車区）

## 車輛

### 現有車輛
- 旅客用車輛
  - 1000型（2代） - 6連運行線內普通列車、機場急行（日语：エアポート急行）。2007年製造的6次車以後為不鏽鋼製。
  - 2100型 - 線內優等列車專用（可直通泉岳寺）2門車。
  - 600型（3代）
  - 1500型 - 6連用作線內普通列車、機場急行。4連為界磁斬波控制（日语：界磁チョッパ制御）。    - 京急600型（3代）

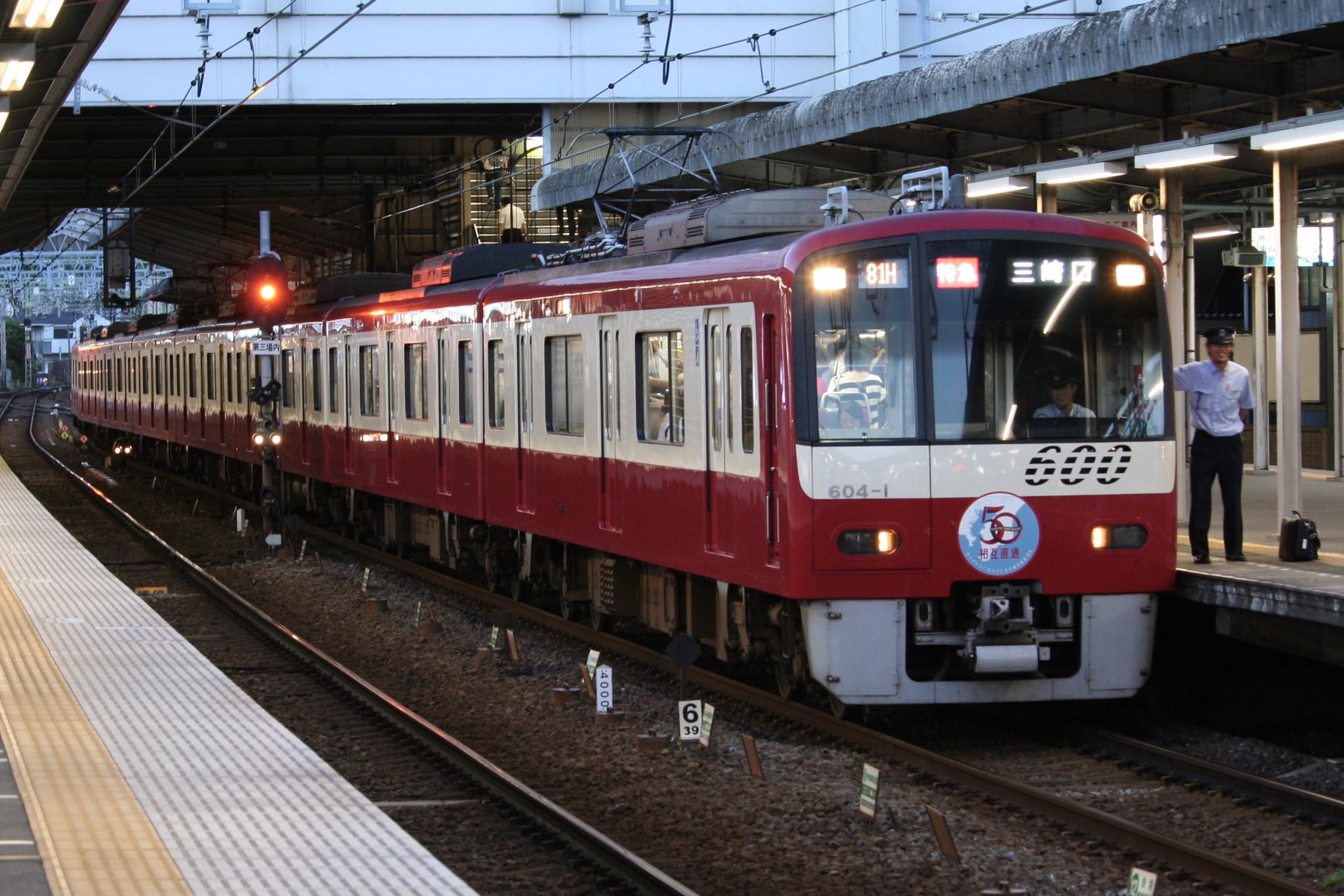
京急600型（3代）
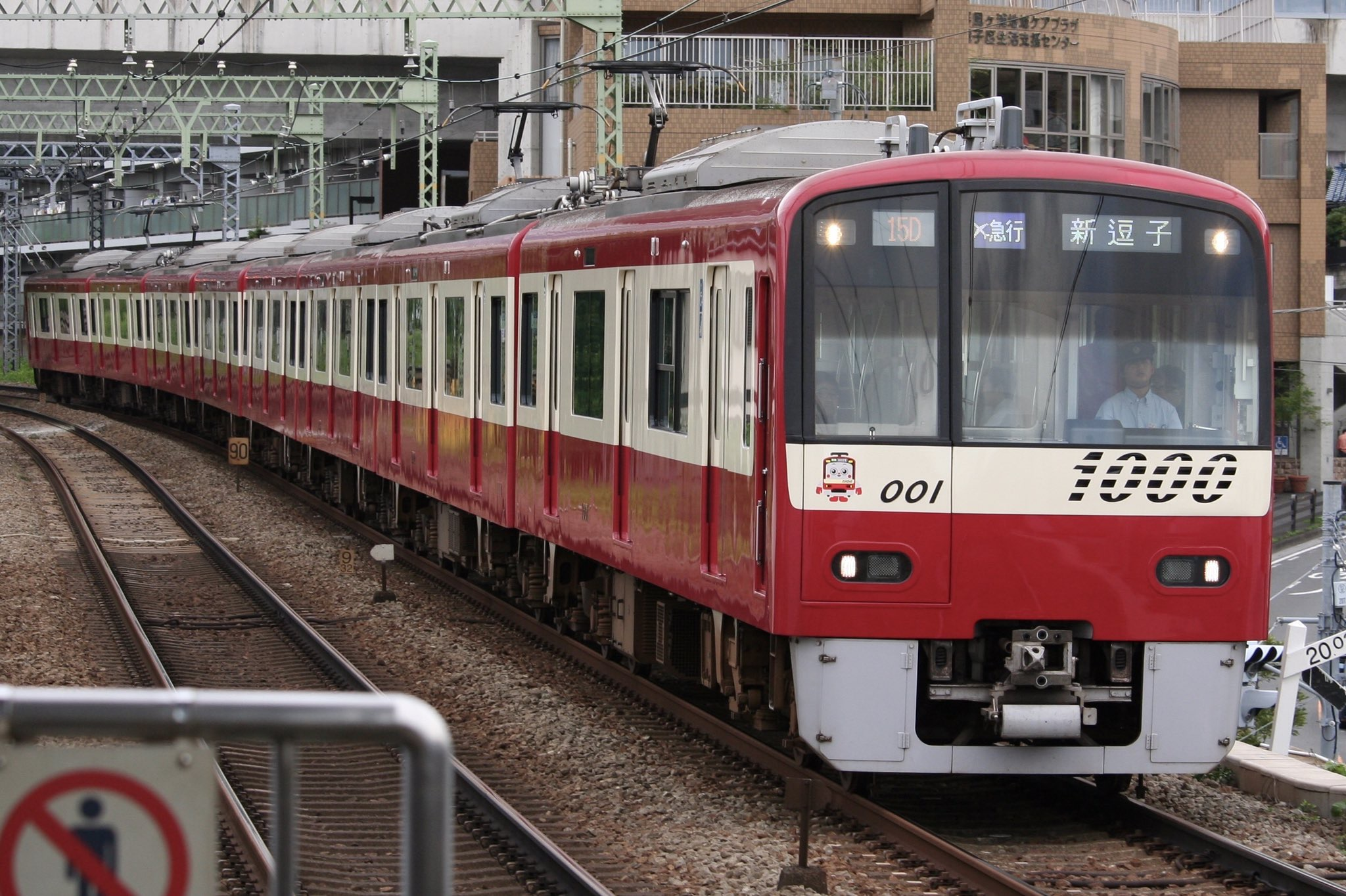
京急1000型（2代）
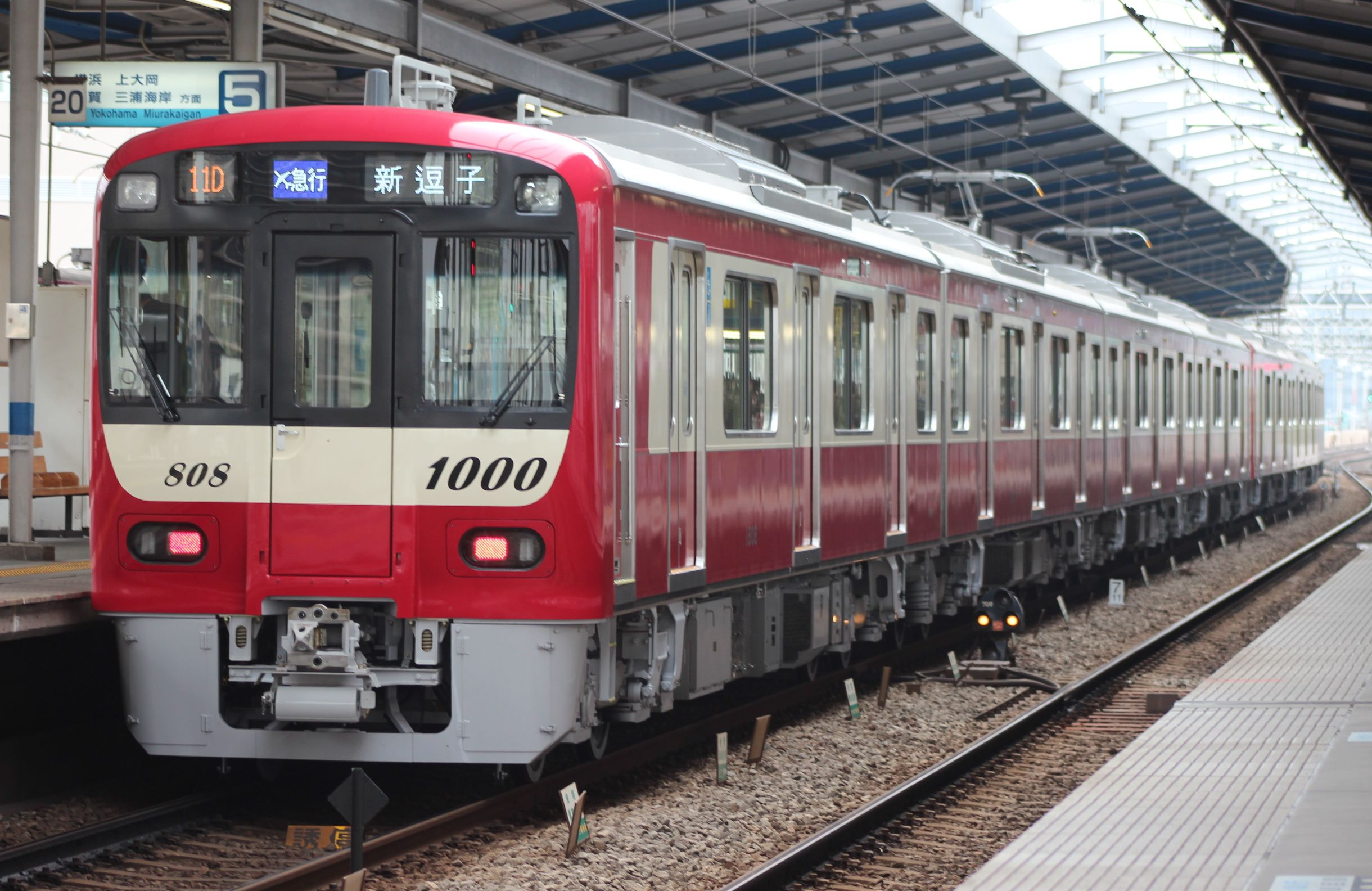
1000型（2代）1800番台
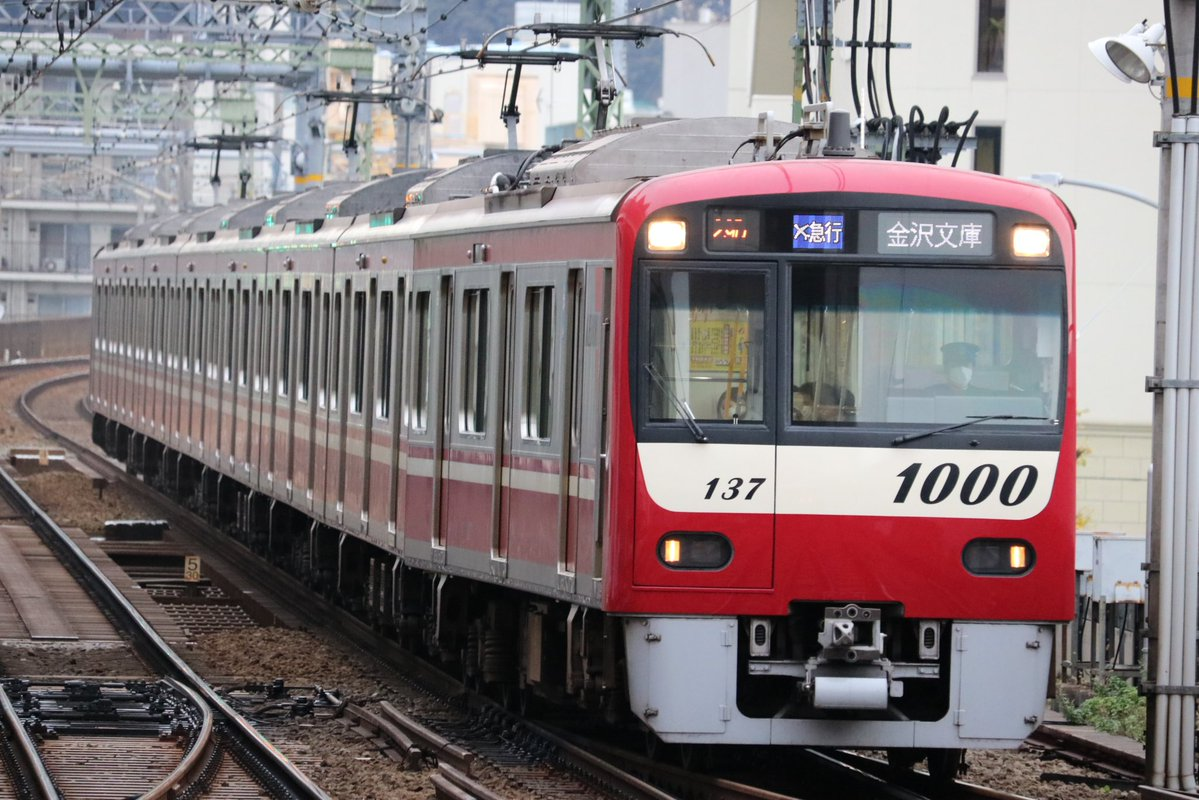
京急1000型（2代）不鏽鋼車體
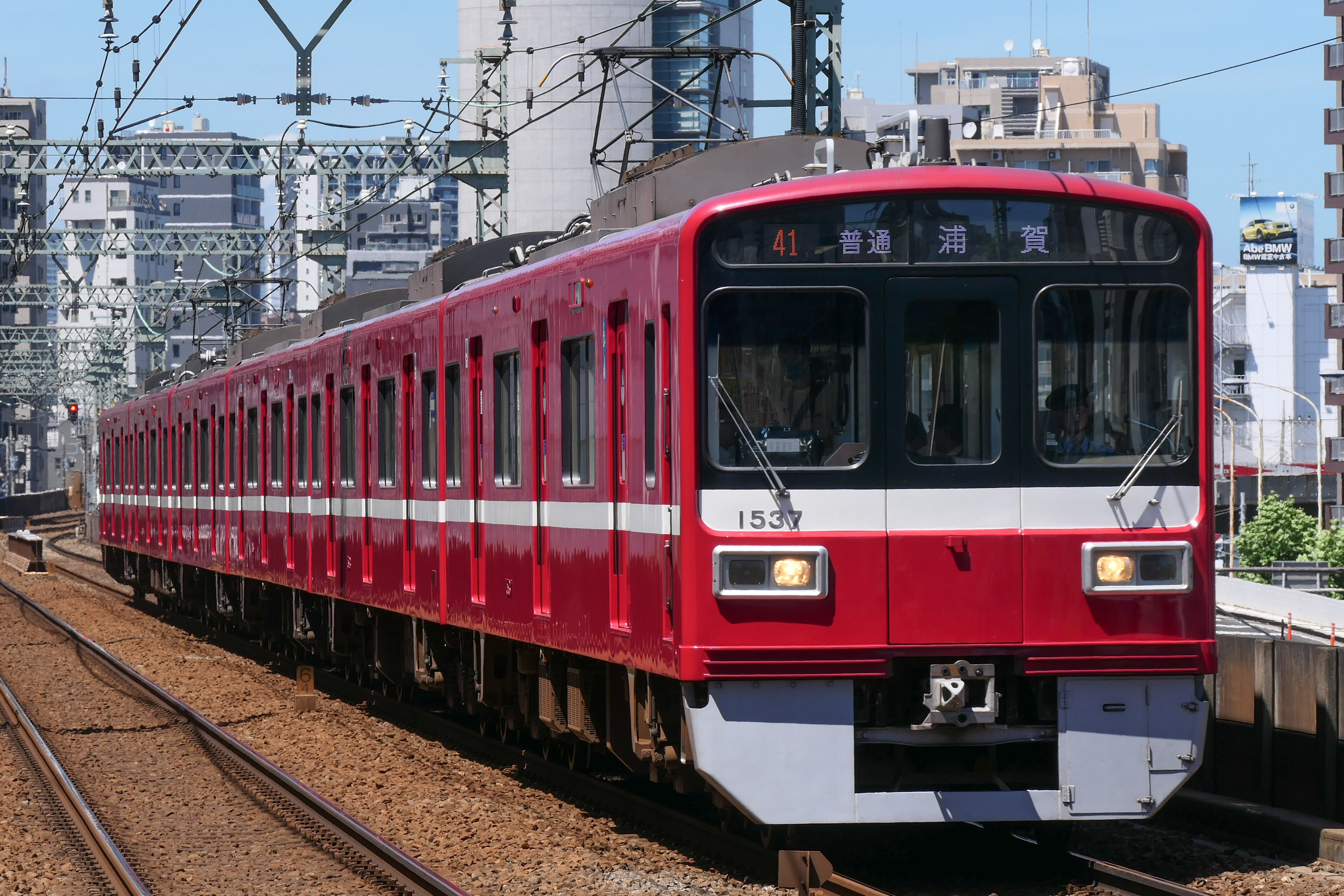
京急1500型
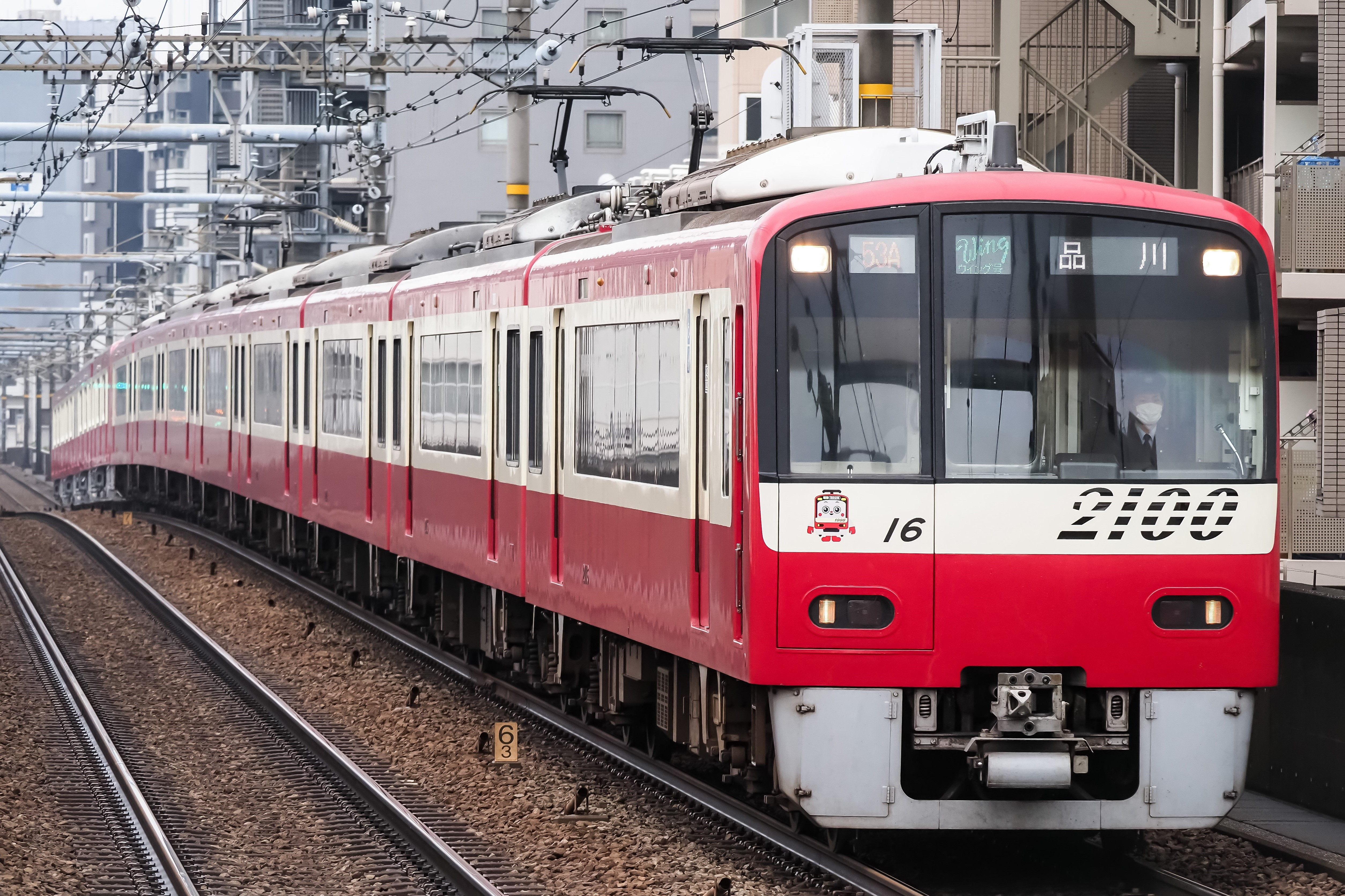
京急2100型
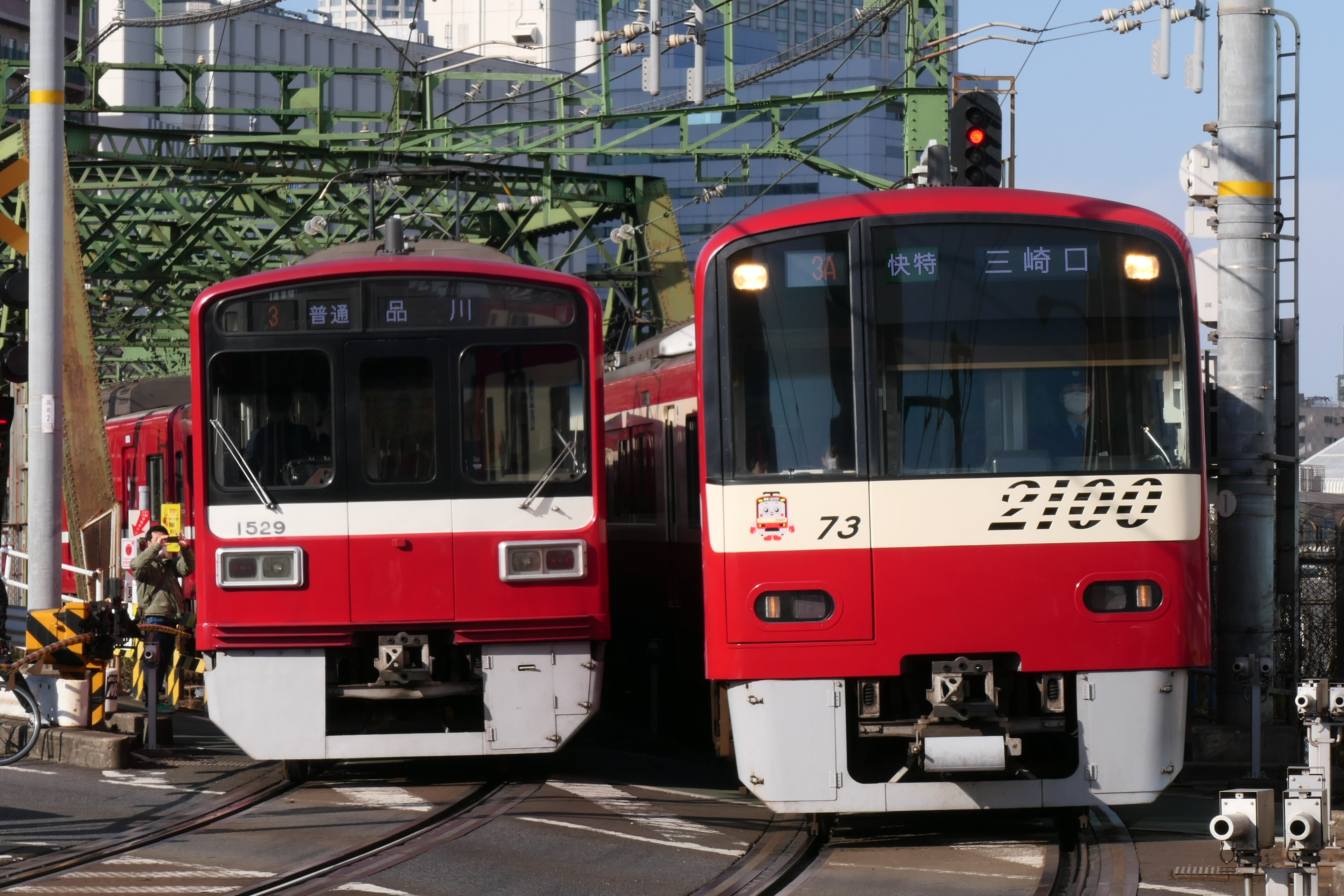
（左）京急1500型（右）京急2100型

    - 京急1000型（2代）
    - 1000型（2代）1800番台
    - 京急1000型（2代）不鏽鋼車體
    - 京急1500型
    - 京急2100型
    - （左）京急1500型（右）京急2100型
- 事業用車輛
  - Deto 11、12型（日语：京急デト11・12形電車）
  - Dechi 15、16型、Deto 17、18型（日语：京急デチ15・16形電車）

### 舊有車輛
- 旅客用車輛
  - 110型（日语：京浜電気鉄道1号形電車）
  - 120型（日语：京浜電気鉄道41号形電車）
  - 140型（日语：京浜電気鉄道51号形電車）
  - 230型（日语：湘南電気鉄道デ1形電車）
  - 400型（2代）（日语：京急400形電車 (2代)）
  - 500型（日语：京急500形電車）
  - 600型（2代）（日语：京急700形電車 (初代)）
  - 700型（2代）（日语：京急700形電車 (2代)）
  - 800型（2代）（日语：京急800形電車 (2代)）
  - 1000型（初代）
  - 2000型（日语：京急2000形電車）
- 事業用車輛
  - Deto 20型（日语：湘南電気鉄道デト101形電車）
  - Deto 30型（日语：京急デト30形電車）
  - Dewa 40型
  - Ho 50型（日语：京急ホ50形貨車）
  - Chi 60型（日语：京急チ60形貨車）
  - To 70型（日语：京急リ70形貨車）
  - Kuto 1型（日语：京急クト1形電車）

## 票價
普通列車成人乘客票價表（小孩半價，IC卡未滿1日圓之部分捨去、車票未滿10日圓之部分進位）。2019年10月1日起生效。
| 距離（公里） | 車費（日圓） | 車費（日圓） |
| 距離（公里） | IC卡         | 車票         |
| ------------ | ------------ | ------------ |
| 首3公里      | 136          | 140          |
| 4 - 6        | 157          | 160          |
| 7 - 10       | 199          | 200          |
| 11 - 15      | 242          | 250          |
| 16 - 20      | 283          | 290          |
| 21 - 25      | 314          | 320          |
| 26 - 30      | 367          | 370          |
| 31 - 35      | 430          | 430          |
| 36 - 40      | 492          | 500          |
| 41 - 45      | 576          | 580          |
| 46 - 50      | 650          | 650          |
| 51 - 55      | 723          | 730          |
| 56 - 60      | 796          | 800          |
| 61 - 65      | 870          | 870          |
| 66 - 67      | 943          | 950          |

## 事故
- 2019年9月5日上午，一列開往三崎口站的列車（編組：1137-1144）在駛至橫濱市新町站時與卡在平交道上的貨車相撞，車頭被撞至出軌並且翻側，1死37傷，死者為貨車司機[3]，京急線川崎站與上大岡站之間來回方向的列車服務一度中斷[4]。

## 外部連結
- 京濱急行電鐵（页面存档备份，存于） （日語）（英文）（繁體中文）（简体中文）
- 京急卡 （日語）